# Ander Guevara
Ander Guevara Lajo (Vitoria-Gasteiz, 7 juli 1997) is een Spaans voetballer die doorgaans als middenvelder speelt. Hij verruilde Real Sociedad in juli 2023 voor Deportivo Alavés.

## Clubcarrière
Guevara speelde in de jeugd bij Deportivo Alavés en van 2012 tot en met 2015 in die van Real Sociedad. Hij debuteerde op 1 oktober 2016 in het tweede elftal van de laatstgenoemde club. Hiervoor speelde hij in de volgende drie seizoenen meer dan zeventig wedstrijden in de Segunda División B. Guevara mocht op 26 oktober 2017 voor het eerst aantreden voor een duel in de hoofdmacht, tegen Lleida in de Copa del Rey. Zijn debuut in de Primera División volgde op 15 maart 2019, toen hij in de basiself mocht beginnenn tegen Levante.
Nadat Guevara op 7 juni 2019 zijn contract verlengde tot 2024 werd hij definitief bij het eerste elftal gehaald. Hij speelde in zijn eerste seizoen in de hoofdmacht van Real Sociedad veertien wedstrijden in de Primera División. Daarnaast kwam hij uit in alle ronden van de Copa del Rey, die zijn ploeggenoten en hij dat jaar wonnen door onder meer Real Madrid en Athletic Bilbao te verslaan. Guevara werd in 2020/21 basisspeler. Hij zakte in de jaren daarna echter steeds verder in de pikorde. Hij kwam in 2022/23 nog acht speelronden in actie, waarvan zes keer als invaller.
Guevara tekende in juli 2023 voor vier jaar bij Deportivo Alavés, dat in het voorgaande seizoen promoveerde naar de Primera División.

## Erelijst
| Copa del Rey | 1x | 2019/20 |